# Ungleichung von Argand
Die Ungleichung von Argand (oder argandsche Ungleichung oder auch d’Alemberts Lemma) ist eine Ungleichung aus dem mathematischen Teilgebiet der Analysis. Sie geht auf eine Publikation des Schweizer Mathematikers Jean-Robert Argand aus dem Jahre 1814 zurück, in der dieser unter Rückgriff auf eine im Jahre 1746 von Jean-Baptiste le Rond d’Alembert vorgelegte Grundidee eine untere Abschätzung für  nicht-konstante komplexe Polynomfunktionen liefert. Mit deren Hilfe lässt sich ein einfacher Beweis des Fundamentalsatzes der Algebra führen.

## Darstellung der Ungleichung
Die Ungleichung besagt folgendes:
Gegeben seien eine nicht-konstante komplexe Polynomfunktion {\displaystyle f\colon \mathbb {C} \to \mathbb {C} } und eine beliebige komplexe Zahl {\displaystyle z_{0}} und es gelte {\displaystyle f(z_{0})\neq 0}.
Dann existiert stets eine komplexe Zahl {\displaystyle w} mit
{\displaystyle |f(w)|<|f(z_{0})|}.

## Anwendung
In Anwendung der argandschen Ungleichung gewinnt man einen einfachen Beweis des Fundamentalsatzes der Algebra:
Zunächst erhält man nämlich unter Berücksichtigung der Tatsache, dass komplexe Polynomfunktionen immer stetig sind, die Aussage, dass es eine reelle Zahl {\displaystyle r>0} gibt, so dass stets
{\displaystyle |f(z)|>|f(0)|} für alle {\displaystyle z\in \mathbb {C} } mit {\displaystyle z>r}
gilt.
Nun ist mit {\displaystyle f\colon \mathbb {C} \to \mathbb {C} } auch die reellwertige Funktion {\displaystyle |f|\colon \mathbb {C} \to \mathbb {R} ^{\geq 0},\;z\mapsto |f(z)|} stetig. Da zudem die abgeschlossene Kreisumgebung {\displaystyle {\overline {B}}_{r}(0)} ein Kompaktum ist, zeigt sich vermöge des Weierstraß'schen Satzes vom Minimum sofort, dass es ein globales Minimum für {\displaystyle |f|} geben muss, also ein {\displaystyle z_{0}\in \mathbb {C} } mit
{\displaystyle |f(z_{0})|\leq |f(z)|} für alle {\displaystyle z\in \mathbb {C} }.
Dieses {\displaystyle z_{0}} kann dann nur eine {\displaystyle f}–Nullstelle sein, da sich andernfalls mit der argandschen Ungleichung unmittelbar ein Widerspruch ergäbe.